# Pijijiapan
Pijijiapan je město, které se nachází na pobřeží Tichého oceánu ve státě Chiapas na jihu Mexika. K roku 2010 zde žilo 16 917 obyvatel. Pijijiapanem proteká několik malých řek a nachází se zde několik rybníků.

## Historie
7. září 2017 bylo toto město zasaženo zemětřesením o síle 8,1 stupňů.